# Otto Grabner
Otto Grabner war ein österreichischer Edelmann des 14. Jahrhunderts.

## Biografie
Otto Grabner war ein Mitglied der Herren von Graben und könnte ein Sohn des Konrad II. vom Graben auf Alt-Grabenhofen in Graz gewesen sein, was auch dadurch plausibel erscheint, da zeitlich kein weiterer Konrad mit dem Graben-Stammwappen, einem blauen Schräglinksbalken resp. Schrägrechtsbalken auf silber, bezeugt ist. In einer Urkunde aus 1328 verkaufen Konrad (Conrad der Grabner, Chunrad der Grabner), seine Hausfrau Catharina sowie deren Söhne Jakob und eben Otto (Grabner) Gründe im Drösdorfer Feld in Niederösterreich. Otto Grabner ist laut dem Genealogen Bucelinus Stammherr der Grabner zu Rosenburg, was auch von den späteren Genealogen Wißgrill und Kneschke so übernommen wurde. In Bucelinus Stammtafel wird er unter dem Namen Ottho Grabner mit dem Prädikat de Schlikersdorff (Schlickendorf bei Krems in Niederösterreich) betitelt, eine Grundherrlichkeit, welche seine Nachkommenschaft innehatte. Ob er aber selbst schon Herr von Schlickendorf war, ist nicht bekannt. Otto Grabner war der erste bekannte Vertreter dieser Adelsfamilie, der Linie der Grabner zu Rosenburg und legte den Grundstein für deren Einfluss und Reichtum im 16. und 17. Jahrhundert. Otto Grabner ehelichte Anna Kadauer aus dem Geschlecht der Herren von Kadau (Chadau, Kattau). Otto hatte Jacob der Grabner (genannt 1328) zum Bruder. Wahrscheinlich war Heinrich Grabner (genannt 1325) sein Sohn und Erbe. Otto Grabner und seine Hausfrau Anna erwarben 1314 von Friedrich Radler von Stichtenberg diverse Lehensgüter bei Stallersdorf und an der Traisen, mit denen sie Herzog Friedrich von Österreich belehnte. 1324 erstanden der in der Steiermark und Niederösterreich begüterte Ulrich I. von Graben, wohl Ottos Onkel, und seine Hausfrau Gertr(a)ud von Hans Radler von Stichtenberg ein Gut samt Hof zu Loosdorf. Diese Urkunde lässt eine Stammesgleichheit der Vom Graben (auch Grabner) auf Alt-Grabenhofen, der späteren Kornberger Von Graben (auch Grabner) aus der Steiermark als auch in Niederösterreich mit den Grabner (zu Rosenburg) als plausibel erscheinen. Beide Proponenten, Ulrich I. von Graben (zu Grabenhofen) als auch Otto Grabner (Stammherr der Grabner zu Rosenburg) führten das idente Stammwappen mit einem blauen Schräglinksbalken resp. Schrägrechtsbalken auf Silber und erstanden zur ähnlichen Zeit [1314 resp. 1324] und Örtlichkeit [im Raum St Pölten/Tulln] Grundkäufe von den Radler von Stichtenberg.

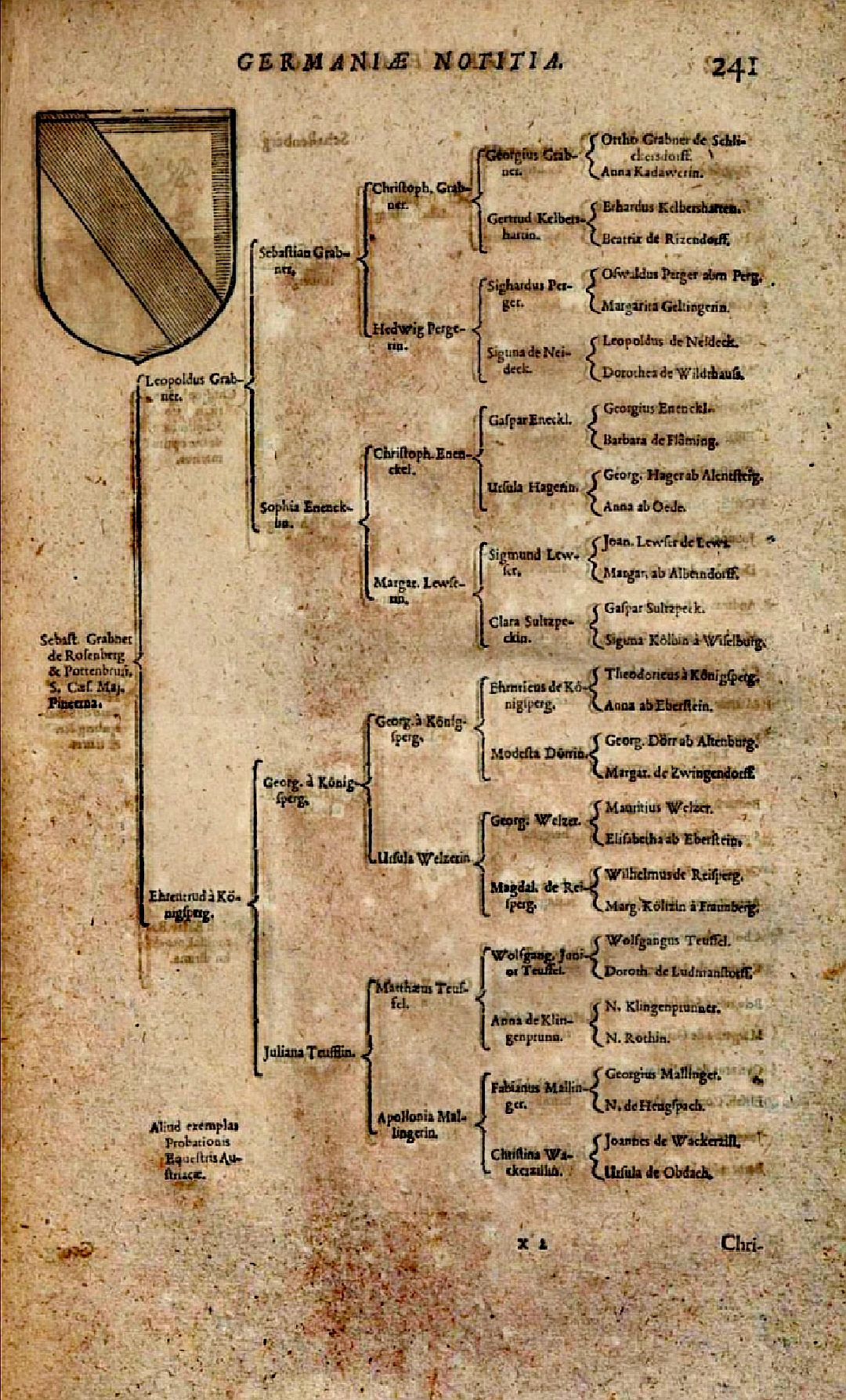
Ahnenprobe des Sebastian II. Grabner zu Rosenburg (gest. 1610) mit dem Stammherren Ottho Grabner de Schlikersdorff in Germania topochrono-stemmato-graphica sacra et profana: XI partes, Band 3, 1672, von Gabriel Bucelinus
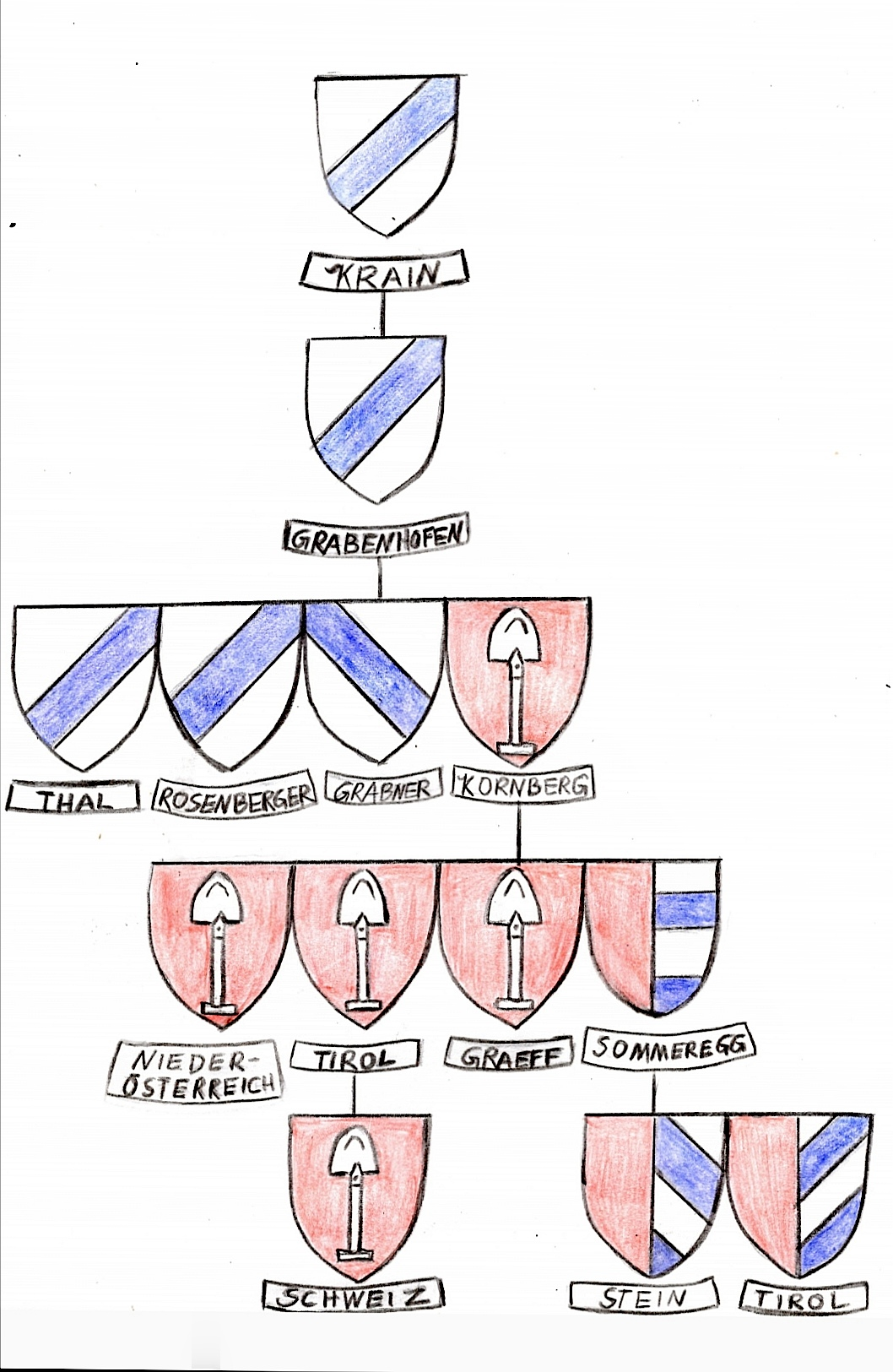
Heraldische Stammtafel der Herren von Graben sowie deren Abstammungen
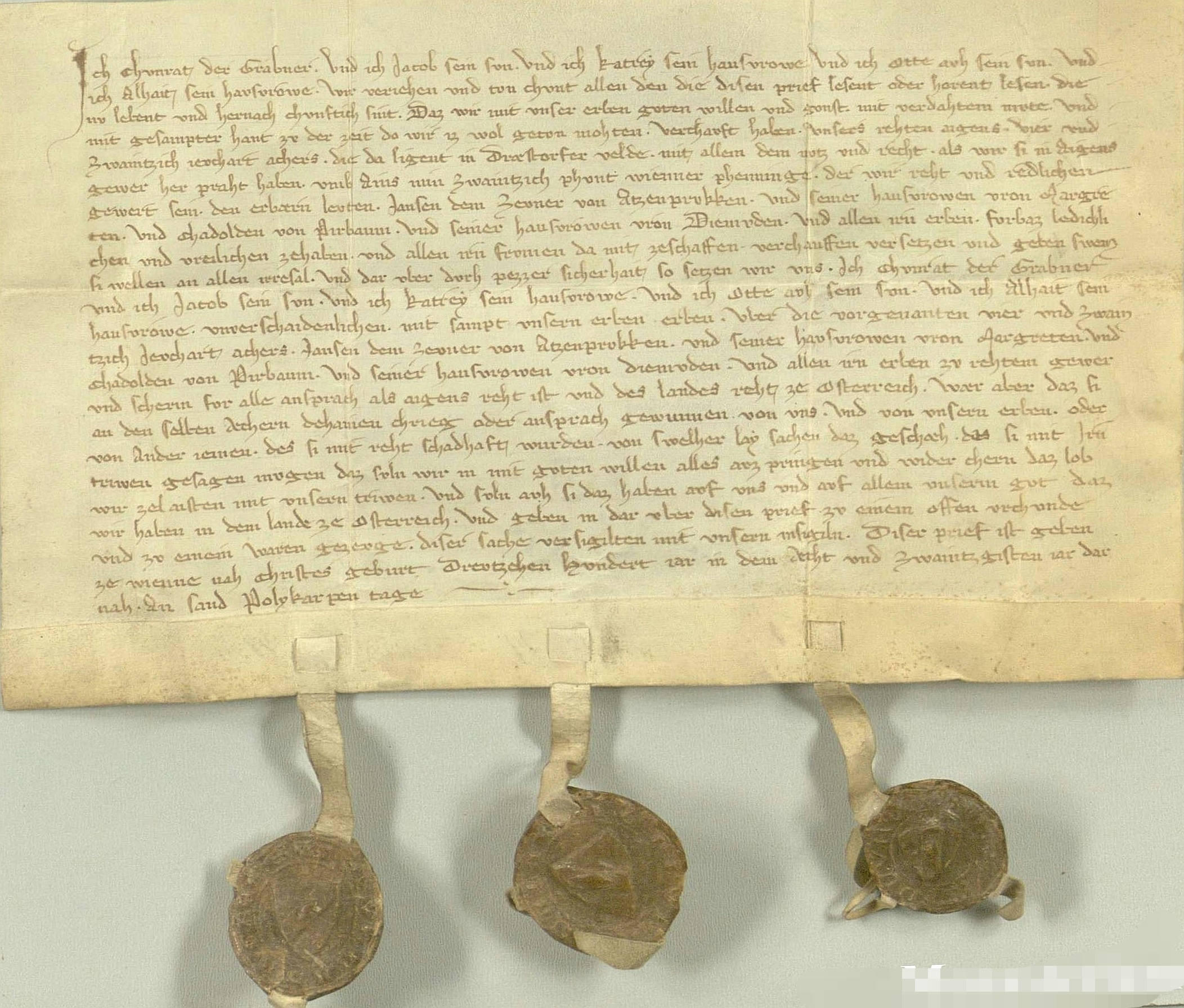
Urkunde aus 1328: Conrad der Grabner ['Chunrat der Grabner', Konrad II. von Graben], Jakob [Grabner] sein Sohn und Catharina seine Hausfrau und Otto [Grabner] auch sein Sohn verkaufen 24 Joch Aecker im Dröstorfer Felde, dem Jans Zeuner von Atzenprucken und seiner Hausfrau und dem Chadolt von Pirboum und seiner Hausfrau um 19 Pfund Pfennig [wohl im Raum Tulln an der Donau in Niederösterreich]. Quelle Regest: Repertorium XIV/4 Bd. 1 Nr. 176

## Information
Die Daten zu diesem Artikel wurden aus der Von Graben Forschung übernommen.